# Фьой (река)
Фьой (Лийф) (на английски: Leaf River; на френски: Rivière aux Feuilles, на инуктитут Kuugaalu — „голяма река“ или Itinniq — „мястото на пролетното пълноводие“) е река в Източна Канада, северната част на провинции Квебек, вливаща се в езерото Фьой, югозападната част на залива Унгава. Дължината ѝ от 480 км, заедно с езерото Минто ѝ отрежда 76-о място в Канада. Дължината само на река Фьой е 320 км.

## Географска характеристика

### Извор, течение, устие
Река Фьой изтича от североизточната част на езерото Минто (на 181 м н.в.), разположено в северната част на провинция Квебек, на 70 км източно от Хъдсъновия залив. Реката тече в североизточна посока и се влива в езерото Фьой, представляващо залив в югозападната част на големия залив Унгава, на 12 км северозападно от инуитското селище Тасиуджак. За разлика от повечето канадски реки, по които има множество теснини, бързеи, прагове, водопади и проточни езера течението Фьой с много малки изключения е бавно и спокойно.

### Водосборен басейн, хидроенергийни съоръжения, притоци
Площта на водосборния басейн на реката е 42 500 km2.
Водосборния басейн на Фьой граничи с други четири водосборни басейна:
- на северозапад – с водосборния басейн на река Арно, вливаща се също в залива Унгава;
- на югоизток – с водосборния басейн на река Коксоак, също вливаща се също в залива Унгава;
- на югозапад – с водосборния басейн на река Настапока, вливаща се в Хъдсъновия залив;
- на запад – с водосборните басейни на малки реки, вливащи се директно в Хъдсъновия залив.

В река Фьой се вливат няколко реки, по-големи от които са Недлоук и Киджутук (десни притоци).

### Хидроложки показатели
Многогодишният среден дебит в устието на Фьой е 590 m3/s. Максималният отток на реката е през юни и юли, а минималния през февруари-март. Снежно-дъждовно подхранване. Почти десет месеца реката е скована от дебела ледена покривка.

## Етимология и изследване на реката
До края на 19 век реката се изписва на географските карти под името Лийф (Leaf River), което в превод от английски означава „Река на листата“, вероятно по името на арктическите върби и брези, растящи покрай бреговете ѝ.
За първи път Фьой е топографски заснета и картирана през 1898 г. от канадския геодезист Албърт Питър Лоу.
През 1905 компанията „Хъдсън Бей“, търгуваща с ценни животински кожи, основава в устието на реката търговски пункт (фактория), за изкупуването на улова на сьомга и морски свинчета по течението на Фьой. Сега съществува под инуитското име Тасиуджак.
През 1912 г. станалият известен по-късно американски кинорежисьор Робърт Флахарти (Флеърти) (1884-1951) извършва топографски и етнографски изследвания в басейна на реката.
През 1925 г. Канадската служба по географските названия официално променя името на реката от Лийф на Фьой по френското ѝ изписване – Rivière aux Feuilles.